# Hipismo nos Jogos Olímpicos de Verão de 2020 - Adestramento por equipes
A competição do adestramento por equipes do hipismo nos Jogos Olímpicos de Verão de 2020 foi realizada entre 24 e 27 de julho de 2021 no Parque Equestre Baji Koen, em Tóquio. Como todos os outros eventos equestres, a competição de adestramento é aberta para ginetes de ambos os gêneros, totalizando 44 participantes de 15 Comitês Olímpicos Nacionais (CON).

## Qualificação
Cada CON poderia inscrever até uma equipe de três ginetes no adestramento por equipes. As vagas foram alocadas ao CON, que seleciona os competidores. Havia 15 vagas para equipes disponível, distribuídas da seguinte forma:
- Nação anfitriã: o Japão teve uma equipe garantida;
- Jogos Mundiais: as seis melhores equipes nos Jogos Equestres Mundiais da FEI 2018, exceto o Japão;
- Campeonato Europeu: as três melhores equipes do Campeonato Europeu de 2019, nos grupos geográficos A e B (noroeste e sudoeste da Europa);
- Evento do Grupo C: a melhor equipe do evento de qualificação do grupo C (Europa Central, Europa Oriental e Ásia Central);
- Jogos Pan-Americanos: as duas melhores equipes dos Jogos Pan-Americanos de 2019, com os grupos D e E cobrindo as Américas do Norte, Central e do Sul;
- Evento do Grupo F: a melhor equipe do evento de qualificação do grupo F (África, Oriente Médio);
- Grupo G nos Jogos Mundiais: a melhor equipe do Grupo G (Sudeste Asiático, Oceania) foi premiada por meio de uma vaga nos Jogos Mundiais, em vez de um evento de qualificação separado.

Desistências resultaram em três vagas sendo realocadas para equipes subsequentes.

## Formato
O formato mudou drasticamente em relação aos Jogos anteriores. A competição caiu de três para duas rodadas; além disso, o avanço agora é determinado pela primeira posição no grupo, e não pela posição geral (embora hajam vagas disponíveis para perdedores sortudos). As duas rodadas são o Grand Prix e o Grand Prix Special.
- Grand Prix: todas as 15 equipes competem. As oito melhores baseadas na soma individual dos três integrantes avançam para o Grand Prix Special; o Grand Prix também serve como fase de qualificação para o evento individual;
- Grand Prix Special: as 18 equipes classificadas competem e as melhores colocadas recebem as medalhas (as pontuações da fase anterior não são consideradas). As rotinas do Grand Prix Special podem ser acompanhadas de música.

## Calendário
Horário local (UTC+9)
| Data                | Hora  | Fase               |
| ------------------- | ----- | ------------------ |
| 24 de julho de 2021 | 17:00 | Grand Prix Dia 1   |
| 25 de julho de 2021 | 17:00 | Grand Prix Dia 2   |
| 27 de julho de 2021 | 17:30 | Grand Prix Special |

## Medalhistas
|  | GER Alemanha                                                                                      |  | USA Estados Unidos                                                                     |  | GBR Grã-Bretanha                                                               |
|  | Jessica von Bredow-Werndl com Dalera Dorothee Schneider com Showtime Isabell Werth com Bella Rose |  | Sabine Schut-Kery com Sanceo Adrienne Lyle com Salvino Steffen Peters com Suppenkasper |  | Charlotte Fry com Everdale Carl Hester com En Vogue Charlotte Dujardin com Gio |

## Resultados

### Grand Prix
As oito melhores equipes na soma da pontuação dos três integrantes se classificaram para a final (Grand Prix Special).
| Pos. | CON                | Ginetes                                                           | Cavalos                                                 | Total individual           | Total equipe | Notas |
| ---- | ------------------ | ----------------------------------------------------------------- | ------------------------------------------------------- | -------------------------- | ------------ | ----- |
| 1    | GER Alemanha       | - Jessica von Bredow-Werndl - Dorothee Schneider - Isabell Werth  | - TSF Dalera - Showtime FRH - Bella Rose 2              | - 2717.0 - 2538.0 - 2656.5 | 7911.5       | Q     |
| 2    | GBR Grã-Bretanha   | - Charlotte Fry - Carl Hester - Charlotte Dujardin                | - Everdale En Vogue Gio                                 | - 2482.5 - 2419.0 - 2617.0 | 7508.5       | Q     |
| 3    | DEN Dinamarca      | - Cathrine Dufour - Nanna Skodborg Merrald - Carina Cassøe Krüth  | - Bohemian - Zack - Heiline's Danciera                  | - 2610.0 - 2356.0 - 2469.0 | 7435.0       | Q     |
| 4    | USA Estados Unidos | - Sabine Schut-Kery - Adrienne Lyle - Steffen Peters              | - Sanceo - Salvino - Suppenkasper                       | - 2525.0 - 2411.0 - 2453.5 | 7389.5       | Q     |
| 5    | NED Países Baixos  | - Edward Gal - Hans Peter Minderhoud - Marlies van Baalen         | - Total Us - Dream Boy - Go Legend                      | - 2532.5 - 2473.5 - 2306.0 | 7312.0       | Q     |
| 6    | SWE Suécia         | - Therese Nilshagen - Antonia Ramel - Juliette Ramel              | - Dante Weltino Old - Brother de Jeu - Buriel K.H.      | - 2419.5 - 2207.0 - 2362.5 | 6969.0       | Q     |
| 7    | POR Portugal       | - Rodrigo Torres - Maria Caetano - João Miguel Torrão             | - Fogoso - Fenix de Tineo - Equador                     | - 2338.5 - 2264.0 - 2260.0 | 6862.5       | Q     |
| 8    | ESP Espanha        | - Beatriz Ferrer-Salat - José Antonio García Mena - Severo Jurado | - Elegance - Sorento 15 - Fendi T                       | - 2321.5 - 2226.5 - 2201.5 | 6749.5       | Q     |
| 9    | FRA França         | - Alexandre Ayache - Morgan Barbançon - Maxime Collard            | - Zo What - Sir Donnerhall II OLD - Cupido PB           | - 2219.5 - 2271.5 - 2224.0 | 6715.0       |       |
| 10   | BEL Bélgica        | - Larissa Pauluis - Laurence Roos - Domien Michiels               | - Flambeau - Fil Rouge - Intermezzo Van Het Meerdaalhof | - 2165.5 - 2276.5 - 2260.5 | 6702.5       |       |
| 11   | CAN Canadá         | - Chris von Martels - Lindsay Kellock - Brittany Fraser-Beaulieu  | - Eclips - Sebastien - All In                           | - 2191.5 - 2106.0 - 2308.0 | 6605.5       |       |
| 12   | ROC                | - Inessa Merkulova - Aleksandra Maksakova - Tatyana Kosterina     | - Mister X - Bojengels - Diavolessa VA                  | - 2236.5 - 2057.5 - 2056.5 | 6350.5       |       |
| 13   | AUS Austrália      | - Mary Hanna - Simone Pearce - Kelly Layne                        | - Calanta - Destano - Samhitas                          | - 2189.0 - 2205.5 - 1879.0 | 6273.5       |       |
| 14   | JPN Japão          | - Kazuki Sado - Shingo Hayashi - Hiroyuki Kitahara                | - Ludwig Der Sonnenkoenig 2 - Scolari 4 - Huracan 10    | - 2013.5 - 2116.0 - 2135.0 | 6264.5       |       |
| —    | AUT Áustria        | - Christian Schumach - Florian Bacher - Victoria Max-Theurer      | - Te Quiero SF - Fidertraum - Abegglen NRW              | - 2283.0 - 2248.0 - WD     | EL           |       |

### Grand Prix Special
Pela primeira vez nas Olimpíadas, o novo sistema de "Grau de Dificuldade" da FEI foi usado: Cada um dos ginetes apresentou um roteiro dos seus movimentos antes da competição e recebeu uma pontuação máxima de dificuldade eletronicamente. Os jurados então avaliaram os competidores de acordo com sua pontuação única.
| Pos.              | CON                | Ginetes                                                           | Cavalos                                            | Total individual           | Total equipe |
| ----------------- | ------------------ | ----------------------------------------------------------------- | -------------------------------------------------- | -------------------------- | ------------ |
| Medalha de ouro   | GER Alemanha       | - Jessica von Bredow-Werndl - Dorothee Schneider - Isabell Werth  | - TSF Dalera - Showtime FRH - Bella Rose 2         | - 2785.5 - 2652.0 - 2740.5 | 8178.0       |
| Medalha de prata  | USA Estados Unidos | - Sabine Schut-Kery - Adrienne Lyle - Steffen Peters              | - Sanceo - Salvino - Suppenkasper                  | - 2684.5 - 2504.0 - 2558.5 | 7747.0       |
| Medalha de bronze | GBR Grã-Bretanha   | - Charlotte Fry - Carl Hester - Charlotte Dujardin                | - Everdale En Vogue Gio                            | - 2617.0 - 2528.5 - 2577.5 | 7723.0       |
| 4                 | DEN Dinamarca      | - Cathrine Dufour - Nanna Skodborg Merrald - Carina Cassøe Krüth  | - Bohemian - Zack - Heiline's Danciera             | - 2557.0 - 2441.5 - 2541.5 | 7540.0       |
| 5                 | NED Países Baixos  | - Edward Gal - Hans Peter Minderhoud - Marlies van Baalen         | - Total Us - Dream Boy - Go Legend                 | - 2628.5 - 2505.5 - 2342.5 | 7479.5       |
| 6                 | SWE Suécia         | - Therese Nilshagen - Antonia Ramel - Juliette Ramel              | - Dante Weltino Old - Brother de Jeu - Buriel K.H. | - 2500.0 - 2219.0 - 2491.0 | 7210.0       |
| 7                 | ESP Espanha        | - Beatriz Ferrer-Salat - José Antonio García Mena - Severo Jurado | - Elegance - Sorento 15 - Fendi T                  | - 2464.0 - 2426.5 - 2308.0 | 7198.5       |
| 8                 | POR Portugal       | - Rodrigo Torres - Maria Caetano - João Miguel Torrão             | - Fogoso - Fenix de Tineo - Equador                | - 2458.5 - 2260.0 - 2247.0 | 6965.5       |